# The Open Definition

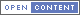
Logo de contenido abierto

The Open Definition es un documento publicado por Open Knowledge International (OKI) (anteriormente Open Knowledge Foundation) para definir la apertura en relación con los datos y el contenido. Especifica qué licencias para dicho material pueden y no pueden considerarse licencias abiertas.  La definición en sí se derivó de la definición de código abierto para software.

## Definición
OKI resume el documento como:  
 "Abierto significa que cualquier persona puede acceder, usar, modificar y compartir libremente para cualquier propósito (sujeto, como máximo, a requisitos que preservan la procedencia y la apertura)".
 La última forma del documento, publicado en noviembre de 2015, es la versión 2.1. El uso del lenguaje en el documento es conforme con RFC 2119.
El documento está disponible bajo una licencia internacional Creative Commons Attribution 4.0, que cumple con la definición abierta.
El primer borrador de la definición abierta, v0.1, se distribuyó en agosto de 2005. La v1.0 se publicó en julio de 2006 y la v2.0 se publicó en octubre de 2014.